# Otto Fetting
Otto Fetting, nacido el 20 de noviembre de 1871 y fallecido el 30 de enero de 1933, fue un agente inmobiliario y editor estadounidense de Port Huron, Míchigan, que se desempeñó primero como pastor y evangelista en la Iglesia Reorganizada de Jesucristo de los Santos de los Últimos Días, y luego como apóstol en la Iglesia de Cristo (Terreno del Templo). Otto Fetting fue uno de los siete hombres que, en la primavera de 1926, fueron ordenados apóstoles de la Iglesia de Cristo (Terreno del Templo). Otto Fetting era hijo de Augusta y William Getting. Sus padres nacieron en el Reino de Prusia.

## Biografía
El 4 de febrero de 1925, Fetting afirmó haber recibido la visita de un mensajero celestial que instó a la gente a comenzar a construir el templo que se construiría en Independence, Misuri, según una profecía recibida por los mormones unos 100 años antes. Los detalles de esta supuesta revelación se publicaron por primera vez en el boletín de la iglesia: Zion's Advocate (El Abogado de Sión). Fetting luego vivió en Port Huron, Míchigan. 
Después de esta revelación, se hicieron preparativos bajo la dirección de Fetting para construir el templo. Mientras se excavaban los cimientos del templo, salieron a la luz dos piedras que habían sido enterradas por el fundador de la Iglesia mormona, el profeta Joseph Smith, 100 años antes. Estas piedras tenían inscripciones del agrimensor y marcaban exactamente dónde se construiría el templo. Las piedras todavía se pueden ver en el pequeño museo de la Iglesia de Cristo (Terreno del Templo) ubicada en Independence, Misuri. El ángel supuestamente regresó y se reveló a Fetting en varias ocasiones. Fetting continuó publicando los mensajes que recibió en Zion's Advocate. Más tarde dijo que este mensajero era Juan el Bautista. Fetting afirmó que el ángel en una revelación le dio a la iglesia siete años para completar la construcción del templo.  Sin embargo, cuando los cimientos del templo se excavaron casi por completo, la iglesia se dividió como resultado de la duodécima supuesta visita del ángel de Fetting y la construcción nunca se completó. Durante esta visita, se dice que el ángel anunció que todos los que fueran admitidos como miembros de la Iglesia de Cristo debían ser bautizados, incluso si habían sido bautizados previamente en otra Iglesia mormona. Fetting mismo había sido bautizado en la Iglesia Reorganizada de Jesucristo de los Santos de los Últimos Días, antes de unirse a la iglesia y confiar en la validez de este bautismo. Pero a pedido del ángel, Fetting (y aquellos de sus seguidores que estaban en una situación similar) fueron bautizados. Al mismo tiempo, Fetting también habría recibido las llaves del sacerdocio que Joseph Smith y Oliver Cowdery recibieron de Juan el Bautista, en Harmony, Pensilvania, el 15 de mayo de 1829. 
El liderazgo de la iglesia se negó a aceptar esta nueva revelación, razón por la cual Fetting y varios otros apóstoles abandonaron la iglesia junto con miles de miembros (aproximadamente la mitad de los miembros de la iglesia) y formaron la Iglesia de Cristo (Fettingita), una nueva iglesia que inicialmente solo se reunía en los hogares de sus miembros.
Fetting presuntamente recopiló más de 30 mensajes recibidos de Juan el Bautista antes de su muerte en 1933. Junto con otras cuatro personas que afirmaban haber visto al ángel, Otto Fetting publicó los mensajes que supuestamente recibieron en un libro titulado: The Word of the Lord Brought to Mankind by an Angel. (La Palabra del Señor traída a la Humanidad por un ángel).